# غابات برقش

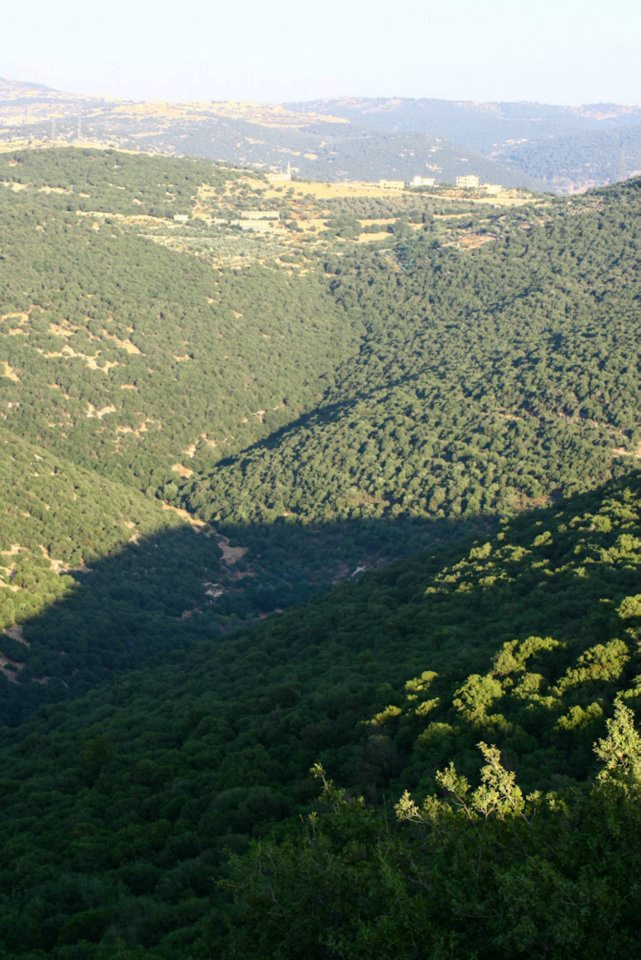
منظر سماوي لغابات برقش.

غابات برقش غابات تقع في شمال المملكة الاردنية الهاشمية ضمن سلسلة جبال عجلون. تقع جنوب محافظة اربد تحديداً في لواء الكورة وفي شمال محافظة عجلون في قضاء عرجان التي تجاور غابات محمية عجلون، وتشتهر بتل برقش الذي يرتفع قرابة 875 متر فوق سطح البحر.
يعود سبب تسمية إلى آثار لقصور على قمة هذا الجبل يعتقد أنها كانت لشخص اسمه برقش.[بحاجة لمصدر]
تقع غابات برقش قرب العديد من البلدات منها كفر راكب وبيت إيدس وكفرابيل وكفرعوان وجديتا في محافظة اربد، وتحيط العديد من البلدات في محافظة عجلون في قضاء عرجان، وتعتبر غابة برقش من أكبر غابات الأردن من حيث مساحة تتميز بمناخها المعتدل في غالب، تعيش هناك العديد من الحيوانات مثل: الواوي والذئاب والخنازير البرية والضباع والسناجب وأنواع من أيائل سمراء أوروبية والثعالب الحمراء والقطط البرية، وتنمو في الغابات مختلف من أنواع الأشجار التي يمتد بعض منها إلى عمر 4.000 سنة مثل الصنوبر والبلوط والخروب والقيقب واللزاب والنبق والسرو والملول، تواجه الغابة العديد من المخاطر ابرزها القطع الأشجار
يوجد في برقش العديد من المغارات منها مغارة الظهر التي يبلغ عمرها 4 ملايين سنه التي تعد من أجمل المغارات الطبيعية في عالم.

## البيئة

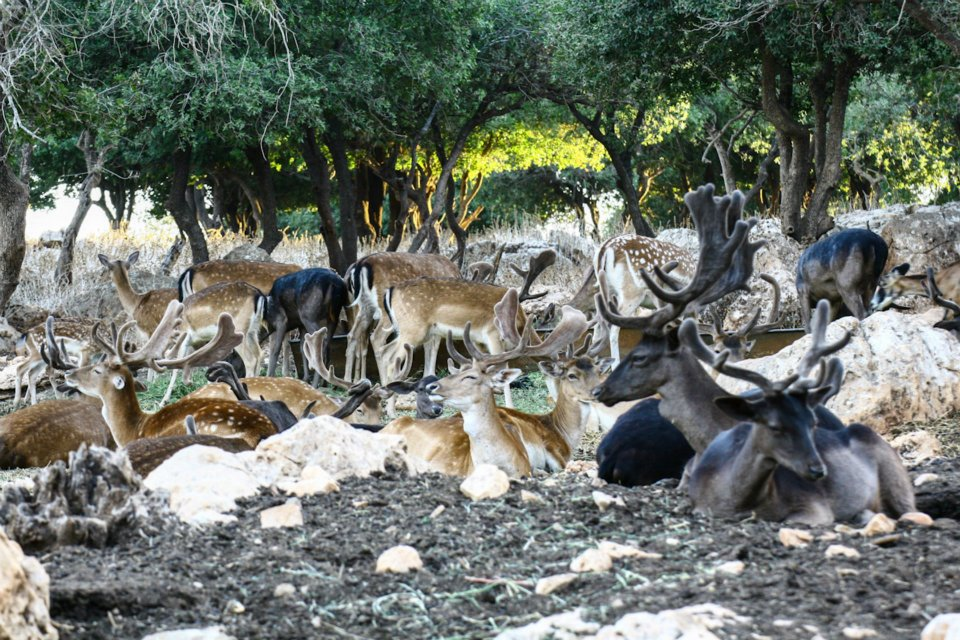
أيائل سمراء أوروبية في غابات برقش.

تُمثل الغابة مَحمية بمساحة 20,000 دونم، تنتشر فيها أنواع مُختلفة من الحيوانات والمخلوقات الحية بما في ذلك 500 غزال جبلي وعدد آخر من الأيائل السمراء الأوروبية والأراوي المشرقية و4,000 طير بري تضم 40 نوعاً منها الطاووس والحجل والحبش بالإضافة إلى بعض الثدييات مثل الذئاب الرمادية والضباع المخططة والثعالب الحمراء والقطط البرية وخز الزان والغرير الأوروبي. كما تضم تنوعاً نباتياً عالياً، فيَتجاوز عدد أنواع النبات فيها 100 نوع، من بينها 13 نوعاً طبياً و13 نوعاً نادراً و4 أنواع مُهددة، كما تبلغ كثافة الغطاء النباتي فيها 90%.
تحوي غابة برقش عدداً كبيراً جداً من الأشجار يُقدر بمليوني شجرة، وتنتمي هذه الأشجار إلى أنواع مثل السنديان والبلوط والزعرور والبطم، والعديد منها هيَ أشجار قديمة يَعود عُمرها إلى أكثر من 500 عام.
تَقع غابات برقش على جبل ضخم يُقدر عمره بما يَزيد عن 100 مليون سنة، وهوَ بذلك يَعود إلى فترة العصر الطباشيري المتأخر. أما تكوينه الجيولوجي فهوَ يَتألف من 4 طبقات، وهذه الطبقات هيَ حسب ترتيبها من السفلى إلى العليا الطبقة الجيرية والصوانية والجيرية الصوانية - الاثنان معاً - والحديثة.

### قمة برقش
من المَعالم الهامة في غابات برقش القمَّة الشهيرة المَعروفة بـ«رأس برقش»، وهيَ قمة عالية تُطل على سهل حوران وجبل الشيخ وعدد آخر من التضاريس المُجاورة للمنطقة في جبال عجلون والسلط وأطراف فلسطين. ويَبلغ ارتفاع هذه القمة عن مستوى البحر حوالي 875 متراً.

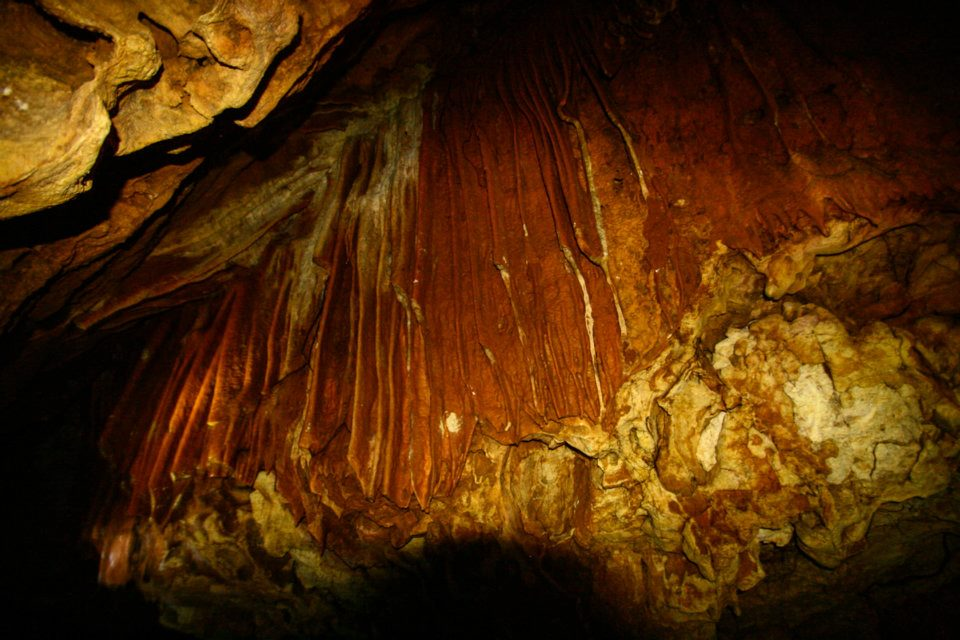
نوازل كهوف في مغارة الظهر.

### مغارة الظهر
مغارة الظهر أو برقش هيَ مغارة شَهيرة وهامة جداً في غابات برقش يُقدر عمرها بـ4 ملايين عام وتُمثل الكهف الطبيعي الوَحيد المَعروف في الأردن، وتَبلغ مساحتها ما يُقدر بـ3 إلى 4 آلاف متر مربع. تتألف هذه المَغارة من عدد من التجاويف والمَمرات الصخرية الضيقة الطويلة المُرتبطة ببعضها البعض في شبكات مُعقدة، ويُمكن أحياناً أن يَبلغ طول هذه الممرات 100 متر أو أكثر، تنتشر عبرها صواعد ونوازل الكهوف المُعتادة التي يَبلغ طول بعضها في المَغارة حوالي 170 سنتيمتراً. تقع هذه المَغارة على انخفاض يَتراوح من 20 إلى 30 متراً من سطح الأرض وداخل كتلة صخر يَتراوح سُمكها من 60 إلى 50 متراً وارتفاعها من مترٍ إلى 20 متراً، وتفصلها عن الطريق المُجاور المُؤدي إلى الغابات مسافة 150 متراً.
اكتشفت مغارة الظهر للمرة الأولى عام 1995، فهيَ لم تكن مَعروفة قبل ذلك الوَقت. وعند اكتشافها كان مَدخلها عبارة عن مَمر صخري ضيق عرضه نصف متر وطوله - لا ارتفاعه - 3 أمتار، لكن بعد ذلك بعدة سنوات قامت السلطات في عام 2003 بردم جزءٍ من جدار هذا المَمر بحيث يُصبح واسعاً ويُصبح عُبوره مُمكناً. ومن المُحتمل أن وُجود هذا المَمر في الماضي أعاق البشر من دخول هذه المغارة أو السكن داخلها، مما حَافظ على هيئتها الطبيعية.

## تهديدات 2011

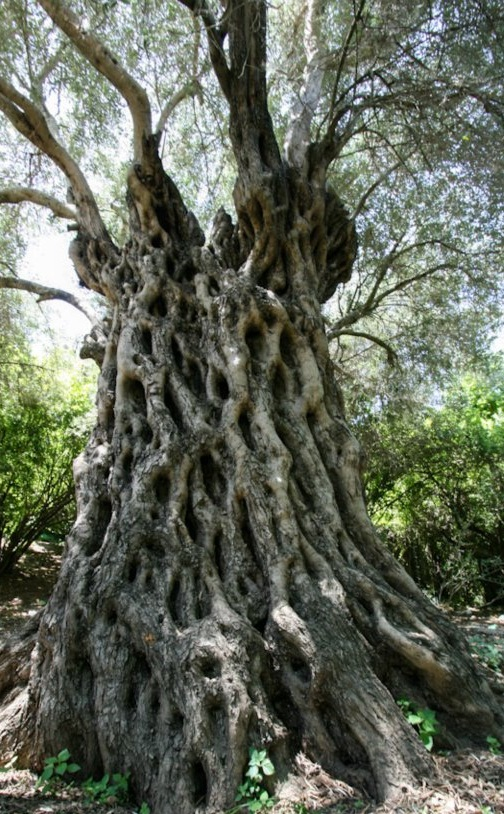
إحدى الأشجار القديمة في الغابة.

في عام 2011 قررت السلطات الأردنية بناءَ أكاديمية عسكرية في أرض غابات برقش لإجراء التدريبات وتَوفير الوَظائف لسكان المنطقة. وقد تَقرر بناءُ الكلية - المُقدرة مساحتها بـ941 دونماً - دَاخل الغابة نفسها، مما سيَتطلب قطع 2,200 شجرة بالمُجمل، و300 شجرة خلال المَرحلة الأولى من المَشروع التي سيُبنى فيها 45 دونماً من مساحة الكلية. ولهذه التهديدات الكبيرة لبيئة المَنطقة، فقد اعترضت بشدة جمعيات بيئية عديدة في الأردن وخارجها على هذا المَشروع مُستشهدة بالمادة رقم 35 من «قانون الزراعة الأردني» تَتضمن «الجمعية الملكية لحماية الطبيعة» و«جمعية حماية الشجر» و«جمعية البيئة الأردنية» و«الحديقة النباتية الملكية» و«الاتحاد الدولي لحماية الطبيعة». وفي سبيل وقف المَشروع، شكل بعض النشطاء والمُهتمون بالبيئة جمعية باسم «الحملة الوطنية لإنقاذ غابات برقش من الإعدام» تُطالب بعدم قطع الأشجار في المنطقة.
في ظهر يوم الخَميس 5 مايو 2011 نظمت هذه الحملة اعتصاماً شارك فيه عشرات النشطاء أمام مقر وزارة الزراعة في العاصمة الأردنية عمَّان مُحتجين على قطع الأشجار، وذلك بعد تنظيم زيارة سابقة إلى غابات برقش في يوم 1 مايو ضمن فعاليات الحملة للتعريف بالغابة وبما سيُؤدي إليه بناء الكلية. وقد أصدرت الحملة خلال الاعتصام بياناً تعترض فيه على المَشروع، وتَقول أنها ستستمر بإطلاق فعاليَّاتها حتى يُلغى مشروع الكلية العسكرية.